# 亚斯
亚斯（Yass）是澳大利亚新南威尔士州南部高原的一个镇，距悉尼西南280公里。休姆高速公路通过这里，当地的亚斯河是馬蘭比吉河的支流。

## 历史
1821年，漢密爾頓·休姆（其故居Cooma Cottage现在还保留在当地）率领的探险队中首次抵达亚斯地区。1830年代当地开始有人定居。
1956年，亚斯成为新南威尔士州第一个拥有氟化水供应的城镇。